# أبرشية الرومان الكاثوليك في لوس أنجلوس

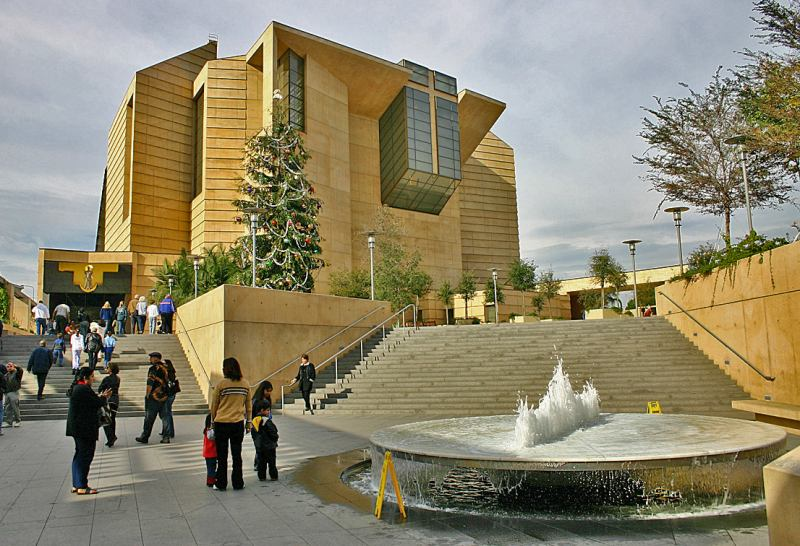
كاتدرائية سيدة الملائكة في لوس أنجلوس.

أبرشية لوس أنجلوس (باللاتينيّة: Archidioecesis Angelorum in California؛ بالإسبانيَّة؛ بالإنجليزية: Roman Catholic Archdiocese of Los Angeles) هي أبرشية رومانية كاثوليكية والتي تغطي ولاية كاليفورنيا. مقر الأبرشية يقع في مدينة لوس أنجلوس، وتشمل الأبرشية مقاطعات ولاية كاليفورنيا مقاطعة لوس أنجلوس، ومقاطعة سانتا باربارا ومقاطعة فينتورا.
الكاتدرائية الرئيسيَّة للأبرشية هي كاتدرائية سيدة الملائكة في لوس أنجلوس، ورئيس الأساقفة الحالي هو خوسيه هوراسيو غوميز. تضم الأبرشية ما يقرب من خمسة ملايين كاثوليكي ويشكلون حوالي 32% من مجمل سكان المدينة، وبالتالي تعد أبرشية لوس انجلوس أكبر أبرشية من الناحية العددية في الولايات المتحدة.